# Das Liebesverbot
Das Liebesverbot oder Die Novize von Palermo ist eine „Große komische Oper“ in zwei Akten von Richard Wagner nach der Komödie Maß für Maß (Measure for Measure) von William Shakespeare.

## Entstehungsgeschichte

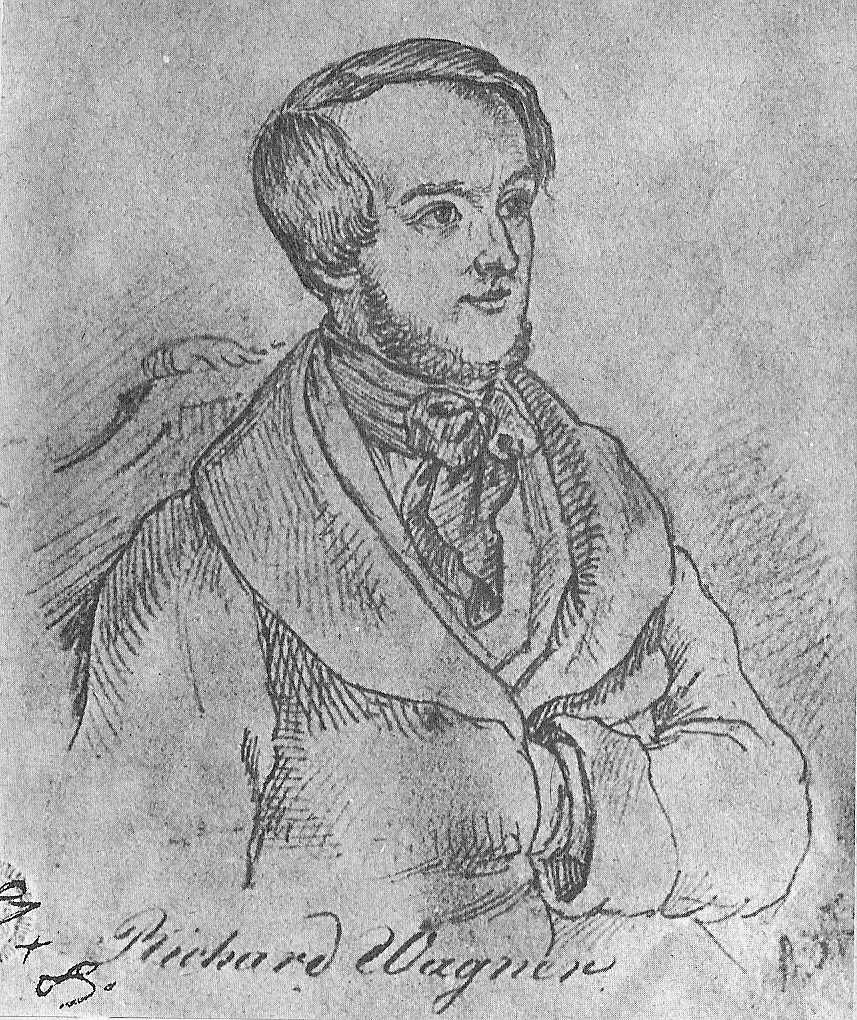
Wagner im Jahre 1842

Die Idee zu seiner zweiten vollendeten Oper bekam Wagner 1834 während einer Reise ins böhmische Teplitz, als er den zu der Zeit bekannten Roman Ardinghello und die glücklichen Inseln von Wilhelm Heinse las. Heinse verarbeitete in seinem Briefroman seine Italienreise von 1780 bis 1783 und glorifizierte darin die freie Sinneslust und die Emanzipation der Frau. Als Wagner sich mit dem Stoff beschäftigte, war er nicht nur mit Heinrich Laube, dem Autor des Jungen Europas und Jungen Deutschlands befreundet, sondern hatte sich gerade in die ältere, attraktive Schauspielerin Minna Planer verliebt, die er später heiratete. Wahrscheinlich wollte er ihr mit diesem freizügigen Stück imponieren, denn es geht um die freie Liebe, das Bekenntnis zur Liebe jenseits aller gesellschaftlichen Regeln und Verbote – ein damals frivoler Stoff. Der Jungkünstler hatte bereits früh besondere Freude daran, gegen bestehende Formen, gegen das „Normale“ zu sticheln. Ganz im Gegensatz zu seinem Erstling Die Feen sollte es diesmal ein antiromantisches Werk werden, eine Volksoper mit großen Chorszenen, so wie man es im weniger provinziellen Paris, in der eleganten französischen Oper, liebte.
Die Uraufführung des heute kaum noch gespielten Jugendwerks fand am 29. März 1836 am Magdeburger Theater von Heinrich Eduard Bethmann unter katastrophalen Umständen statt. Wagner, der dort den Posten des Musikdirektors bekleidete, hatte nur zehn Probetage Zeit für die Einstudierung. Die Sänger konnten ihre Partien bei der Premiere höchstens zur Hälfte auswendig, und auf der Szene fand nach Wagners eigenen Worten ein „musikalisches Schattenspiel“ statt, „zu welchem das Orchester mit oft übertriebenem Geräusch seine unerklärlichen Ergüsse zum Besten gab“. Der Ehegatte der Primadonna soll über das liebestolle Getue des Tenors gegenüber seiner Frau dermaßen erzürnt gewesen sein, dass er auf die Bühne gestürmt und dem Tenor einen Fausthieb verpasst haben soll. Die zweite Aufführung musste abgesagt werden, da sich nur drei Besucher eingefunden hatten.
Das Autograph der Partitur ist seit dem Zweiten Weltkrieg verschollen.

## Inhalt
Ort der Handlung ist Palermo im 16. Jahrhundert. Der Statthalter Friedrich hat ein Verbot erlassen, das alle Umtriebe im Karneval strafbar macht. Claudio ist das erste Opfer dieses Gesetzes, denn seine Geliebte Julia ist von ihm schwanger. Obwohl er bereit ist, sie zu heiraten, wird er zum Tode verurteilt. Seine Schwester, die junge Novizin Isabella, versucht, ihren Bruder zu retten. Der Preis ist die Liebesvereinigung mit dem Statthalter Friedrich. Im rechten Augenblick erkennt Isabella, dass Friedrich die Begnadigung Claudios nicht unterzeichnet hat, und enthüllt dem Volk diesen Betrug. Doch statt Friedrich nach den eigenen Maßstäben zu richten, fordert das Volk die Aufhebung des Karnevalverbotes: aus dem Liebesverbot wird eine Liebesrevolution.
Verbrennt zu Asche die Gesetze!

Herbei, herbei, ihr Masken all,

gejubelt sei aus voller Brust,

wir halten dreifach Karneval

und niemals ende seine Lust!
Der gefangene und von Friedrich zum Tode verurteilte Claudio wird vom Volk befreit, der puritanische Friedrich abgesetzt und der herannahende König überschwänglich gefeiert.
Wagner hatte sich mit diesem „gefälligen Stück“ auf den allerersten Blick am meisten „verbogen“ und distanzierte sich später von seiner „Jugendsünde“ mit dem bekannt gewordenen Vierzeiler, den er zu Weihnachten 1866 an König Ludwig II. schrieb:
Ich irrte einst, und möcht’ es nun verbüßen;

Wie mach’ ich mich der Jugendsünde frei?

Ihr Werk leg’ ich demütig Dir zu Füßen,

Daß Deine Gnade ihm Erlöser sei.
Auf den zweiten Blick hat sein Frühwerk aber Charakter. Wagner lehnt sich abermals gegen Strukturen und gegen Gesetze auf, diesmal gegen die Einschränkungen der Liebe. In der Rolle der Isabella erkennt man Verführung und Erlösung, die späteren Hauptmotive in Wagners Werken:
Dem Weib gab Schönheit die Natur,

dem Manne Kraft, sie zu genießen,

ein Tor allein, ein Heuchler nur

sucht sich der Liebe zu verschließen!

Wohlan, so rett’ ich gern dein Leben,

für deine Freiheit stürbe ich;

für dieses männlich schöne Streben

erwartet Glück und Freude mich!

## Rezeption
Die spätere Missachtung des Werkes durch Wagner selbst erklärt sich eher daraus, dass die Komödie, die stilistisch noch ganz der traditionellen Oper verhaftet ist, vor allem musikalisch nicht mehr zu den Theorien des Gesamtkunstwerks Wagners und seines „Kunstwerks der Zukunft“ passte. Einflüsse der französischen Opéra-comique von Auber und Adam sind besonders in der Rhythmik der Ouvertüre und den schmissigen Ensembleszenen unverkennbar, von der später propagierten „unendlichen Melodie“ findet sich noch keine Spur.
Andererseits lässt sich durchaus schon „der große Erotiker des Musiktheaters“ (Ulrich Schreiber) erkennen, der das im Titel zitierte Liebesverbot des bigotten deutschen Statthalters Friedrich zum Anlass nimmt, seine Figuren auf dem Corso, im Klosterhof, Gerichtssaal, Gefängnisgarten und schließlich wieder auf dem Corso (so die Bezeichnung der einzelnen Bilder) in einen munteren Sinnenreigen zu treiben, an dessen Ende selbst Friedrich die Karnevalsmaske fallen lassen muss.